# La Bande à Fifi
La Bande à Fifi ist eine französische Comedy-Truppe, die seit 2013 mehrere Spielfilme produziert hat. Sie wurde von Philippe Lacheau, Élodie Fontan, Tarek Boudali, Reem Kherici, Julien Arruti, Pascal Boisson und Patrick Mbeutcha gegründet. Sie ist nach Lacheaus Spitznamen Fifi benannt.

## Geschichte
La Bande à Fifi entstand 2005 auf Anregung Michel Denisots, der die Gruppe in seine Talkshow Le Grand Journal einbaute. Es folgten mehrere ähnliche Formate im Theater und im Privatfernsehen. Ab 2013 produzierte die Truppe regelmäßig Spielfilme. Die erfolgreichsten Filme (Alibi.com, Babysitting 2) erreichten in Frankreich jeweils über 3 Mio. Zuschauer. Alibi.com erzielte bei 7,5 Mio. Dollar Kosten ein Einspielergebnis von 30 Mio. Dollar.

## Filmografie
- Paris um jeden Preis (Originaltitel: Paris à tout prix), 2013, Regie: Reem Kherici[4]
- Project: Babysitting (Originaltitel: Babysitting), 2014, Regie: Philippe Lacheau[5]
- Ab in den Dschungel (Originaltitel: Babysitting 2), 2015, Regie: Philippe Lacheau[6]
- Alibi.com, 2017, Regie: Philippe Lacheau
- Hochzeit ohne Plan (Originaltitel: Jour J), 2017, Regie: Reem Kherici[7]
- Heirate mich, Alter! (Originaltitel: Épouse-moi mon pote), 2017, Regie: Tarek Boudali[8]
- Nicky Larson – City Hunter (Nicky Larson et le parfum de Cupidon), 2018, Regie: Philippe Lacheau
- 30 Jours max, 2017, Regie: Tarek Boudali
- Superheld wider Willen (Originaltitel: Super-héros malgré lui), 2021, Regie: Philippe Lacheau[9]
- Alibi.com 2, 2023, Regie: Tarek Boudali[10]
- 3 jours max, 2023, Regie: Tarek Boudali[11]
- Chien et Chat, 2024, Regie: Reem Kherici[12]
- Le Marsupilami, 2026, Regie: Philippe Lacheau[13]